# Farhad Afshar
Farhad Afshar (persisch فرهاد افشار anhörenⓘ; * 1942 in Teheran) ist Schweizer Soziologe iranischer Herkunft und Präsident der Koordination Islamischer Organisationen Schweiz (KIOS). 
Am Institut für Soziologie der Universität Bern war er Assistent von Jean Ziegler. Laut der NZZ am Sonntag vertritt Afshar «einen konservativen Islam», bleibt dabei aber oft unkonkret in den Forderungen. Er vertritt dabei die Position, dass für Christen, Hindus, Muslime, Juden etc. verschiedene Teilrechtssysteme gemäß den Religionsschriften gelten sollen. Für Muslime befürwortet er daher auch die Übernahme des Scharia-Rechts – «mit gewissen Anpassungen an die Schweiz».